# Foreste miste del Pindo
Le foreste miste del Pindo sono un'ecoregione terrestre dell'ecozona paleartica appartenente al bioma delle foreste, boschi e macchie mediterranei (codice ecoregione: PA1217) che si sviluppa per circa 39.500 km² lungo la catena montuosa dei monti albanesi e del Pindo nella penisola balcanica meridionale.
Lo stato di conservazione è considerato in pericolo critico.
La regione fa parte dell'ecoregione globale 123 Formazioni forestali mediterranee, inclusa nella lista Global 200.

## Territorio
L'ecoregione si sviluppa lungo i balcani centro-meridionali per una lunghezza di circa 500 km a partire dal confine fra l'Albania settentrionale ed il Kosovo fino all'Etolia nella Grecia Centrale, con un'estensione nel Peloponneso sui monti del Taigeto. Comprendono (da nord a sud); le Albanidi (esclusa la parte più settentrionale delle Alpi Albanesi, che fa parte dell'ecoregione delle foreste miste delle Alpi Dinariche), il gruppo del monte Korab, il Galičica, i monti Baba, il gruppo del monte Tomorr, la catena del Pindo ed il Taigeto. Le cime più alte della regione sono il monte Korab (2.764 m) nell'Albania settentrionale al confine con la Macedonia, il monte Smólikas (2.637 m) e il monte Gramos (2.520 m) in Grecia, nella catena del Pindo, il monte Pelisteri (2.601 m) sui monti Baba nella Macedonia meridionale, il monte Giona (2.510 m). nella Grecia centrale e il monte Taléton (2.404 m.) nel Taigeto.
Climaticamente, l'ecoregione è caratterizzata da una piovosità media annua di 1.200 mm, ma in certe aree di alta quota può essere superiore a 2.000 mm. La neve cade spesso durante l'inverno e le temperature medie minime sono sotto lo zero (-5 a 0 °C).

## Flora

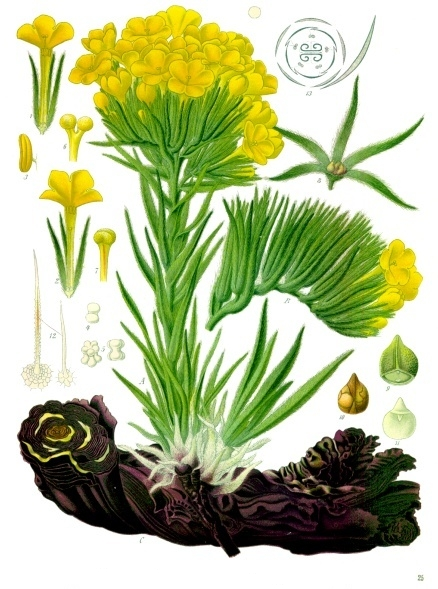
Arnebia densiflora

L'ampia gamma altitudinale dell'ecoregione determina due principali zone di vegetazione: una zona di conifere, che si trova a quote più elevate (altezza media di 1.200-2.500 m s.l.m.), e una zona di latifoglie miste, a ad altitudini medie e in pianura.
Le specie di alberi dominanti delle foreste di conifere di montagna sono il pino nero subsp. pallasiana (Pinus nigra subsp. pallasiana), l'abete di Cefalonia (Abies cephalonica), e l'abete bulgaro ibrido (Abies × borisii-regis). Due specie di pino rare ed endemiche (Pinus heldreichii e Pinus peuce) si verificano su alcuni massicci montuosi. Boschi misti di abete e faggio (Fagus sylvatica) appaiono frequentemente nelle montagne di Albania e Macedonia nel Pindo settentrionale. Boschi di ginepro fetido (Juniperus foetidissima) sono spesso presenti nelle zone di alta montagna di alcuni massicci.
Querceti misti dominano a media e bassa quota e nelle valli umide. Qui si registra una straordinaria diversità di specie di querce caducifoglie: Quercus frainetto, Quercus pubescens, Quercus cerris, Quercus trojana, Quercus petraea, Quercus dalechampii e di altre specie di latifoglie a foglia larga, cioè Carpinus orientalis, Carpinus betulus, Ostrya carpinifolia, Tilia spp., Sorbus spp., Acer spp. Le valli ospitano alcune importanti specie relitte, come Aesculus hippocastanum. Lecci, soprattutto della specie Quercus calliprinos sono diffuse sui pendii esposti a sud asciutti e rocciosi, dalla zona di bosco misto di latifoglie alla zona di conifere in alta quota.
Il tasso di endemismo di questa regione può superare il 35%, soprattutto nella Grecia meridionale e centrale, all'interno di un totale di circa 4.000 specie presenti. La maggior parte delle specie di alberi di conifere (Abies cephalonica , Abies borisii-regis, Pinus heldreichii, e Pinus peuce) sono endemiche dell'ecoregione. Tra le specie endemiche e relitte ci sono, oltre al già citata Aesculus hippocastanum, Jancaea heldreichii, Ramonda nathaliae, Arnebia densiflora, e Primula kitaibeliana.

## Fauna

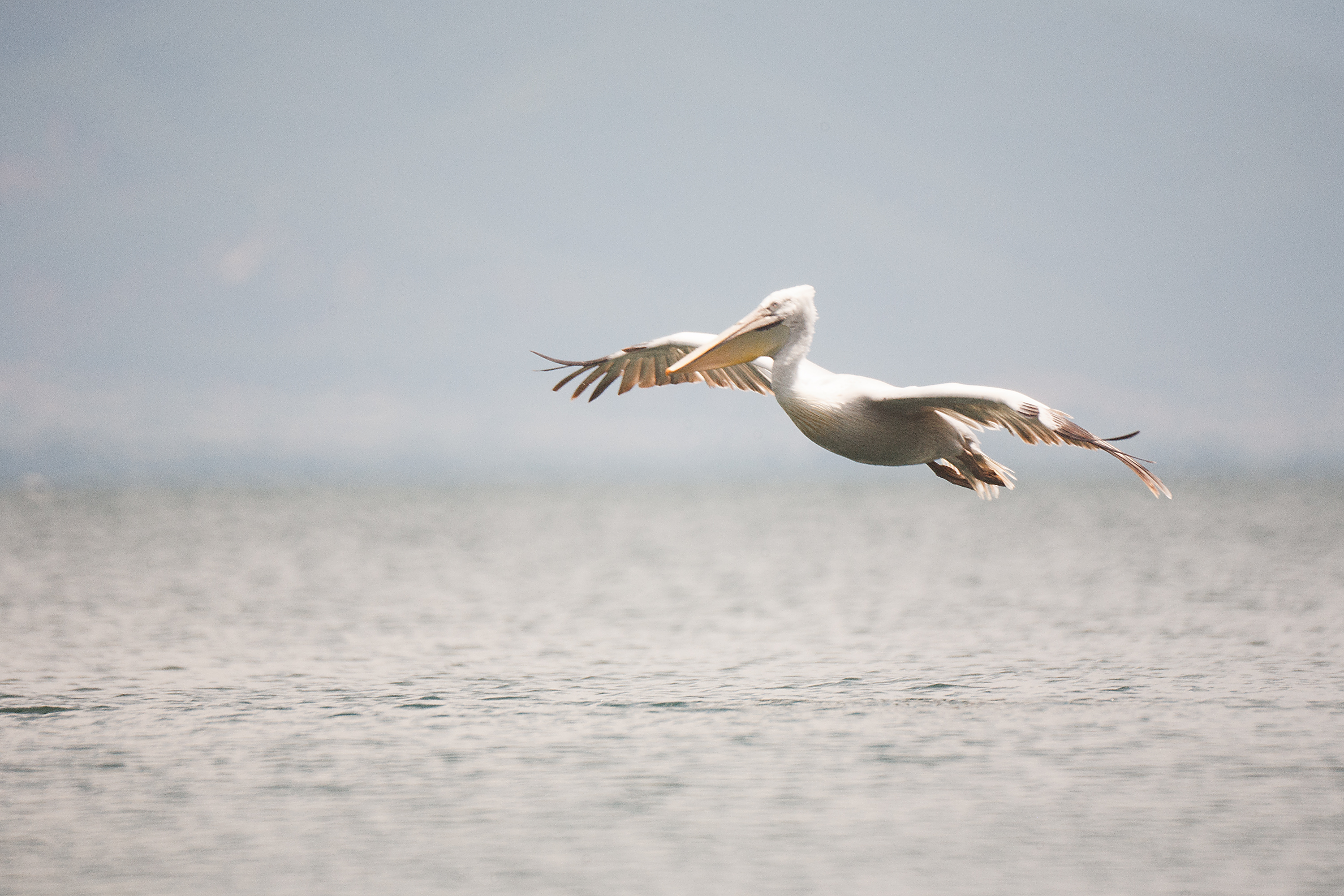
Pellicano dalmata sul lago Prespa

L'ecoregione ospita un alto livello di diversità faunistica, soprattutto per quanto riguarda gli uccelli. Nella regione sono presenti numerose Important Bird Area, e diverse specie di interesse europeo. I laghi di Prespa ospitano una sorprendente avifauna. Questa includoe grandi colonie di nidificazione di aironi, spatole e egrette. La popolazione pellicano dalmata di Prespa rappresenta una delle poche colonie in Europa.
L'orso bruno (Ursus arctos) è ancora presente in modo significativo nell'area. Altri importanti grandi mammiferi in via di estinzione presenti nell'ecoregione sono il lupo (Canis lupus) e lo sciacallo (Canis aureus).

## Popolazione
La natura montagnosa e selvaggia di questa area fa sì che la popolazione umana sia sempre stata piuttosto bassa. Tuttavia l'instabilità politica della parte settentrionale della regione determina le condizioni per un pericoloso impatto ambientale.

## Conservazione
Nonostante una popolazione non molto densa l'impatto umano è alto. Ciò è dovuto in parte all'instabilità socio-economica e politica della parte settentrionale dell'ecoregione (Albania e Macedonia) che determina condizioni per il disboscamento illegale che ha già distrutto vaste aree forestali, tra cui alcuni parchi nazionali in Albania. Il turismo non ben gestito, la costruzione indiscriminata di impianti di risalita, e la costruzione di strade sono l'altro elemento che sta fortemente degradando gli ecosistemi di montagna della foresta. Attività collaterali minacciano alcune aree protette e gli habitat di alcune specie in via di estinzione. Un esempio di questo è l'estrazione di bauxite nel Parco nazionale del Monte Eta.
Nella regione si trovano diverse aree naturali protette e parchi nazionali.